# Хазенхюттль, Ральф
Ральф Ха́зенхюттль (нем. Ralph Hasenhüttl слушатьо файле; род. 9 августа 1967[…], Грац) — австрийский футболист, нападающий, а также футбольный тренер.

## Карьера игрока

### Клубная карьера
Свой путь в большом футболе Ральф Хазенхюттль начал в родном городе Граце в клубе «ГАК». На профессиональном уровне Ральф дебютировал 31 августа 1985 года в матче австрийской Бундеслиги против «Леобена», выйдя на замену на 84-й минуте вместо Марио Дзуэнелли.
В 1989 году Хазенхюттль перешёл в венскую «Аустрию», выступавшей в Кубке УЕФА. 12 сентября 1989 года Ральф сыграл свой первый еврокубковый матч против «Аякса». Вместе с командой Хазенхюттлю удалось три раза подряд одержать победу в австрийской Бундеслиге (в сезонах 1990/91, 1991/92, 1992/93) и трижды в Кубке страны (в сезонах 1989/90, 1991/92, 1993/94). Всего за «Аустрию» Ральф провёл 146 матчей и забил 45 мячей.
Летом 1994 года Хазенхюттль перешёл в стан главного конкурента «Аустрии» венской — зальцбургской «Аустрии». Здесь Ральф также сумел один раз стать чемпионом страны в сезоне 1994/95.
В 1996 году после утверждения в УЕФА правила Босмана о лимитах на легионеров из стран ЕС Хазеннхюттль отправился опробовать свои силы в других европейских чемпионатах: в Бельгии он выступал по одному сезону за «Мехелен» и «Льерс», после чего оказался в немецких клубах — «Кёльн» и «Гройтер Фюрт».
Последним клубом в игровой карьере Ральфа стала вторая команда «Баварии», за которую он выступал до лета 2004 года.

### Карьера в сборной
В составе сборной Австрии Ральф дебютировал 17 мая 1988 года в товарищеской встрече против Венгрии: Хазенхюттль появился на поле в начале второго тайма вместе с Петером Штёгером и спустя 11 минут отметился забитым мячом. Всего за карьеру Ральф сыграл 8 матчей за национальную команду и забил три мяча.

## Тренерская карьера

### «Унтерхахинг»
Сразу после окончания активной карьеры игрока Ральф в течение одного сезона был тренером юношеской команды «Унтерхахинг», после чего был переведён в ассистенты главного тренера. 19 марта 2007 года он был назначен исполняющим обязанности главного тренера команды после увольнения Харри Дойтингера, и вернулся на свой прежний пост после приглашения в клуб Вернера Лоранта. Однако 7 октября того же года Хазенхюттль вновь возглавил «Унтерхахинг», выступавший в южной Регионаллиге.
Заняв 6-е место в розыгрыше Регионаллиги 2007/2008, «Унтерхахинг» сумел отобраться для участия в новообразованной Третьей лиге Германии, где в первом же сезоне занял четвёртое место, недобрав одного очка до переходного турнира за выход во вторую Бундеслигу.
Следующий сезон 2009/10 был разочаровывающим для команды — после 24 игр «Унтерхахинг» располагался на 10 строчке в таблице с 31 очком и фактически досрочно прекратил борьбу за выход в следующий дивизион. Руководство клуба на основании такого результата приняло решение 22 февраля 2010 года отправить Хазенхюттля в отставку.

### «Аален»
2 января 2011 года Хазенхюттль стал главным тренером «Аалена» с целью спасти команду от вылета из Третьей лиги. Задача была достигнута — «Аален» остановился на 16-м месте — и контракт Ральфа был продлён на ещё один год.
Руководство клуба поставило целью на следующий сезон занять место в середине турнирной таблицы, но игроки под руководством Хазенхюттля смогли превзойти эти планы и заняли второе место в первенстве, дававшее прямую путёвку во вторую Бундеслигу.
Начало сезона 2012/13 было осложнено болезнью Хазенхюттля хантавирусом, что тем не менее не помешало «Аалену» избежать вылета и закрепиться во второй Бундеслиге. 1 июня 2013 года Хазенхюттль по истечении своего контракта покинул команду, заявив о необходимости сделать временную паузу в карьере.

### «Ингольштадт»
7 октября 2013 года Хазенхюттль был представлен в качестве главного тренера клуба «Ингольштадт 04», сменив Марко Курца, снятого со своего поста из-за неудачного старта сезона 2013/14 (после девяти туров команда шла на последнем месте, имея на счету семь поражений). Хазенхюттлю удалось выправить положение к зимнему перерыву в чемпионате и покинуть зону вылета, а в весенней части первенства и вовсе закрепить положение в таблице, заняв в итоге десятое место. Это послужило поводом к продлению контракта с Хазентхюттлем до июля 2016 года.
Следующий сезон 2014/15 «Ингольштадт 04» провёл значительно успешнее предыдущего и сумел одержать победу во второй Бундеслиге, потерпев всего лишь 4 поражения. В первой Бундеслиге «Ингольштадту 04» под руководством Ральфа удалось с первой попытки закрепиться в первенстве, заняв 11-е место. Однако Хазенхюттль отказался от переговоров по продлению контракта и в конце апреля 2016 года объявил о грядущем уходе из клуба.

### «РБ Лейпциг»
В июле 2016 года Хазенхюттль возглавил «РБ Лейпциг», отметив, что наивысшей возможной целью клуба на его первый сезон в Бундеслиге является попадание в Лигу Европы. Однако по итогам сезона команда перевыполнила план, заняв в чемпионате Германии второе место и став главной сенсацией первенства.

### «Саутгемптон»
В декабре 2018 года был назначен главным тренером английского «Саутгемптона», выступающего в английской Премьер-лиге. 7 ноября 2022 года руководство клуба уволило Хазенхюттля из-за неудовлетворительных результатов.

### «Вольфсбург»
17 марта 2024 года вернулся к тренерской работе, возглавив немецкий «Вольфсбург». На тот момент после 26 туров команда занимала 14-е место в таблице, имея отрыв в 6 очков от зоны стыковых матчей на вылет. Под руководством Хазенхюттля «Вольфсбург» закончил сезон на 12 месте с 37 очками.
Первую половину сезона 2024/25 «Вольфсбург» закончил на 7 месте, отставая на 3 очка от мест, дающих квалификацию в Лигу чемпионов. Однако во второй половине сезона команда показала слабые результаты и опустилась в середину таблицы. После восьми матчей без побед подряд Ральф Хазенхюттль был уволен в начале мая 2025 года. «Вольфсбург» занимал 12 место в чемпионате с 39 очками.

## Тренерская статистика
| Команда        | Страна   | Начало работы  | Завершение работы | Показатели | Показатели | Показатели | Показатели | Показатели |
| Команда        | Страна   | Начало работы  | Завершение работы | М          | В          | Н          | П          | % побед    |
| -------------- | -------- | -------------- | ----------------- | ---------- | ---------- | ---------- | ---------- | ---------- |
| Унтерхахинг    | Германия | 4 октября 2007 | 22 февраля 2010   | 88         | 40         | 20         | 28         | 045,45     |
| Аален          | Германия | 3 января 2011  | 8 июня 2013       | 93         | 36         | 28         | 29         | 038,71     |
| Ингольштадт 04 | Германия | 7 октября 2013 | 30 июня 2016      | 95         | 36         | 34         | 25         | 037,89     |
| РБ Лейпциг     | Германия | 1 июля 2016    | 16 мая 2018       | 83         | 41         | 19         | 23         | 049,40     |
| Саутгемптон    | Англия   | 5 декабря 2018 | 7 ноября 2022     | 174        | 58         | 42         | 74         | 033,33     |
| Вольфсбург     | Германия | 17 марта 2024  | 4 мая 2025        | 44         | 17         | 9          | 18         | 038,64     |
| Итого          | Итого    | Итого          | Итого             | 576        | 228        | 151        | 197        | 039,58     |